# 里見義成
里見 義成（さとみ よしなり）は、平安時代末期から鎌倉時代にかけての上野国の武将。里見義俊（里見氏の祖）の子。源義重の孫。妻は足利義清の娘。

## 生涯
上野国碓氷郡里見郷（現在の群馬県高崎市）を本拠とした。治承4年（1180年）8月、源頼朝が挙兵した際、祖父の新田義重は寺尾城に軍勢を集めて自立の姿勢を示し、その後も日和見の態度を続けたが、京にいた義成は頼朝に従う決意をして「祖父とともに頼朝を討つため、上野に帰る」と偽って京都を脱出し鎌倉に馳せ参じた。この事により頼朝の信頼を得て、鎌倉幕府成立後、新田氏一門が冷遇される中、義成は御家人として重用された。
建久4年5月15日（1193年6月15日）、頼朝が富士の巻狩での狩の休日（その代り1日中酒宴を行っていた）の際に地元の手越・黄瀬川の遊女たちが問題を起こしたために、頼朝から「遊君別当」に任ぜられて遊女の選抜から彼女たちの訴訟一般までを扱わせたと言う（『吾妻鏡』）。これは、義成が拠点としていた碓氷郡が東山道交通の要所で、義成が宿駅の管理に慣れていたからだと考えられている。また、弓の名手としても知られ、建久6年8月16日（1195年9月21日）の鶴岡八幡宮での流鏑馬では2番手の射手に選ばれている（『吾妻鏡』）。
元久元年4月13日（1204年5月14日）には伊賀守、従五位下に任じられている。藤原定家の『明月記』（同年4月14日条）には、これは京都守護平賀朝雅の年給であったとされる。当時、朝廷では三日平氏の乱に対応するため、本来公卿や寺社が任じられていた知行国主に武家である朝雅が任じられており、伊賀守の任命も伊賀国内の鎮圧を目的としていることから、当時の義成も京都に滞在して直ちに同国に入った可能性が高い。また、近年になって朝雅の前任の京都守護が義成の子である里見義直（美濃里見氏の祖）であったとする『六波羅守護次第』という文書が発見されており、それが事実とすれば、義直の補佐のために上洛していたとも考えられる。なお、里見氏を含む新田氏と信濃源氏である平賀氏の勢力圏は地理的に近接して婚姻関係などで通じていたと考えられており、朝雅と義成も親交があったとみられる。当然の事ながら、翌元久2年（1205年）に発生した牧氏事件による平賀朝雅の誅殺は義成にも大きな影響を与え、伊賀守を解任されて政治的に失脚することになる。『吾妻鏡』において頼朝の没後に義成の名が見られないのは、上洛と牧氏事件への連座に伴う政治的失脚の影響であると考えられている。
文暦元年（1234年）11月28日、78歳で死去した。義成の死去を記した『吾妻鏡』の記事には、「これ幕下将軍家（頼朝）の寵子なり。親疎惜しまざる者なし」と記述されている。